# Kiko d'Akishino
La Princesa hereva Kiko d'Akishino (皇嗣文仁親王妃紀子, Kōshi Fumihito Shinnōhi Kiko) és l'actual princesa hereva consort de la dinastia Yamato, esposa del Príncep Hereu Akishino i mare de les Princeses Mako, Kako i del Príncep Hisahito, aquest darrer, segon a la línia successòria de l'Emperador del Japó. Kiko té el títol de Princesa Akishino des de 1990, quan es casà amb Fumihito d'Akishino, fill menor de l'Emperador Akihito. Des de 2019, amb la ascensió al tron del Crisantem per part del seu cunyat l'Emperador Naruhito, els Prínceps Akishino van esdevindre Prínceps hereus. El seu tractament és el de "Sa Altesa Imperial la Princesa Hereva Akishino".

## Biografia
La Princesa Kiko d'Akishino va nàixer l'11 de setembre de 1966 a la ciutat de Shizuoka, a la prefectura del mateix nom amb el nom de Kiko Kawashima com la filla major de Tatsuhiko i Kazuyo Kawashima. L'any 1967 la família Kawashima es traslladà a Filadèlfia, EUA, on el pare de Kiko va assistir a la Universitat de Pennsilvània. Son pare aconseguí un doctorar l'any 1971 i posteriorment exercí de professor a la mateixa universitat.
Kiko va cursar els estudis d'educació primària i secundària a Viena, Àustria, quan el seu pare va esdevindre investigador en cap a l'Institut Internacional per a l'Anàlisi de Sistemes Aplicats al país centreuropeu. Degut a la seua exhaustiva educació a l'estranger, la Princesa Akishino és una bona parlant d'anglés i alemany. L'any 1972 va retornar al Japó quan son pare va començar a ensenyar economia a la Universitat Gakushuin. Durant aquells anys va viure amb els seus pares i son germà en un petit apartament al campus de la universitat. Kiko es graduà l'any 1989 a la facultat de lletres de la mateixa universitat en psicologia i psicologia social, aquest darrer el 1995, ja casada. També és doctora en humanitats per la Universitat femenina d'Ochanomizu.
El Príncep Fumihito va proposar-li matrimoni el 26 de juny de 1986, quan els dos encara no estaven graduats i estudiaven a la mateixa universitat. Tres anys més tard, el 12 de setembre de 1989 el Consell de la Casa Imperial va autoritzar el matrimoni. La cerimònia es realitzà en un santuari exclusiu de la Família Imperial al Palau Imperial de Tòquio el 29 de juny de 1990. Tot i que les noces estaven previstes per al 12 de gener de 1990 inicialment, es va ajornar a causa de la mort de l'avi del Príncep Akishino, l'Emperador Showa el 7 de gener de 1989 per tal de guardar l'any de dol. Posteriorment a les noces, el matrimoni va rebre de mans de l'Emperador Akihito i sota autorització de l'Agència de la Casa Imperial el títol de Princeps Akishino, així com l'autorització per a iniciar una nova branca familiar sota el nom d'Akishino.
Els Prínceps Akishino van tindre la seua primera filla el 23 d'octubre de 1991, la Princesa Mako d'Akishino. El 29 de desembre de 1994 va nàixer la segona filla dels Prínceps Akishino, la Princesa Kako d'Akishino. No seria fins al 6 de setembre de 2006 que naixeria l'únic fill varó de la família, el Príncep Hisahito d'Akishino, segon en la línia de successió al tron del Crisantem després de son pare.
La Princesa Akishino és coneguda, a més de pel seu paper diplomàtic on viatja junt al Príncep Akishino per a millorar les relacions diplomàtiques, pel seu interés i esforços de visibilització de la cultura sorda, arribant a aprendre la llengua de signes i esdevenint una habilidosa intèrpret d'aquest mètode de comunicació.
L'any 2019, quan el seu cunyat Naruhito va ser coronat com a Emperador, els Prínceps Akishino van esdevindre Prínceps Hereus i primers en la línia de successió, ja que l'Emperador no té cap hereu mascle. A més d'això, es preveu que el seu fill petit, Hisahito d'Akishino esdevinga Emperador a la mort del seu oncle, ja que la Princesa Aiko de Toshi, la filla de l'Emperador no pot heretar el tron en ser una dona.

## Condecoracions i honors

### Condecoracions
- Gran Cordó (Paulònia) de l'Orde de la Preciosa Corona.[8][9]
- Dama de la Creu Roja.[10]
- Receptora de la medalla de la Creu Roja.[10]
- Gran Creu de l'Orde de la Corona.[11][12]
- Gran Creu de l'Orde d'Adolf de Nassau.
- Gran Creu de l'Orde de la Corona.[13]
- Gran Creu de l'Orde del Sol del Perú.[14]
- Dama de la Gran Creu de l'Orde d'Isabel la Catòlica.[15]
- Comandant de la Gran Creu de l'Orde de l'Estrella Polar.

### Càrrecs honoraris
- Patrona de l'Associació Japonesa Anti Tuberculosi.
- Presidenta de la Fundació de Records Imperials Boshi-Aiiku-kai.
- Vicepresidenta honorària de la Creu Roja Japonesa.
- Investigadora honorària de la Societat Japonesa de Promoció de la Ciència.